# Periodo di Isin-Larsa

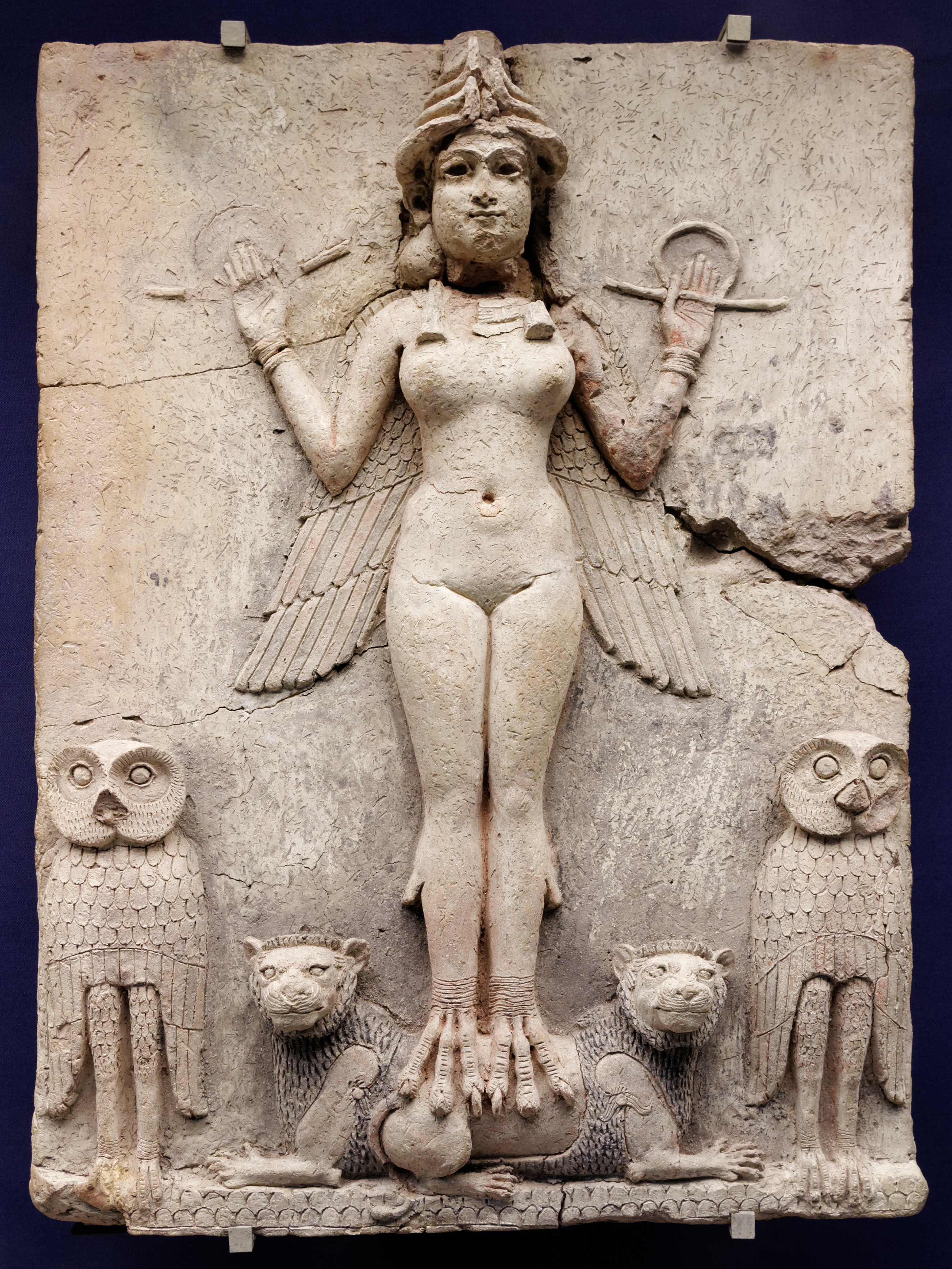
Il Rilievo Burney, risalente al Periodo di Isin-Larsa

Il Periodo di Isin-Larsa è una fase della storia del Vicino Oriente antico che va all'incirca dal 2000 al 1800 a.C., in cui a dominare la Bassa Mesopotamia furono (in sequenza) le città di Isin e poi di Larsa.

## Periodizzazione
Il periodo che va dal crollo della Terza dinastia di Ur (Ur III) alla fine della I dinastia babilonese, della durata di circa 400 anni (2004-1595), è generalmente indicato come "età paleo-babilonese". La prima parte di questo periodo prende il nome di "Prima età paleo-babilonese" o di "Periodo di Isin-Larsa", dal nome dei due centri (Isin, con la sua Prima dinastia, e Larsa) che nel "paese interno" ereditarono la centralità che era stata di Ur. È indicato invece come "Tarda età paleo-babilonese" il periodo che va dal 1711 al 1595, cioè il periodo successivo ai regni di Hammurabi e del figlio di questi, Samsu-iluna. L'espressione "Periodo intermedio babilonese" (con cui anche ci si riferisce al Periodo di Isin-Larsa) riprende la terminologia egittologica ed evidenzia una fase posta a metà tra le due unificazioni di Ur III e di Hammurabi.

## Storia
La caduta di Ur non determinò una immediata frammentazione politica. Nonostante la reciproca conflittualità tra città-stato, esse riconoscevano di far parte di un sistema in qualche modo comune, centrato intorno a Nippur, sorta di capitale religiosa, il cui controllo permetteva ad un sovrano di fregiarsi del titolo di Re di Sumer e Akkad (a prescindere dalla reale portata del suo potere). In gran parte della Mesopotamia era in uso un calendario di Nippur, cui si riconosceva una certa ufficialità. Un altro elemento di generale coesione era la carica di alta sacerdotessa a Ur, che di norma (e fin dai tempi di Sargon) era riservata alla figlia del re. All'inizio del II millennio a.C., anche quando cambiava la dinastia dominante, la principessa-sacerdotessa in carica non veniva sostituita. È in questa fase che si consolida l'idea di una regalità che passa di città in città e si sviluppa la Lista reale sumerica (o la si rimaneggia, se essa risale a Ur III).
I re della Prima dinastia di Isin cercarono di assorbire il trauma della caduta di Ur (ma anche altri elementi di discontinuità, come il passaggio dal sumero all'accadico e il processo di amorreizzazione) attraverso un'ideologia della continuità con i re di Ur III (divinizzazione del re, titolatura, liste reali tese ad evidenziare la diretta successione). Su un piano più profondo, però, il periodo di Ur III e quello di Isin-Larsa sono effettivamente caratterizzati dalla continuità, in particolare sul piano demografico, tecnologico ed economico, proprio in una fase in cui intorno alla futura Babilonia si produssero mutamenti radicali. Già con Ibbi-Sin il sistema imperiale di Ur III non poté che lasciare maggiore autonomia a vari centri, tra cui Isin, Larsa, Uruk, al nord Babilonia (i cui livelli stratigrafici paleo-babilonesi non sono accessibili), Eshnunna sulla Diyala e Der al confine con l'Elam. Al contempo, si consolidarono come formazioni statali poi di grossa portata tre centri che avevano rappresentato con Ur III importanti città di frontiera (Mari, Assur e Susa).
A Larsa, dopo una serie di brevi regni, si affermò una dinastia che rimonta a Kudur-Mabuk, forse un elamita con base a Mashkan-shapir, la più orientale delle città della Babilonia centrale. Kudur-Mabuk riuscì ad installare il figlio Warad-Sin sul trono di Larsa. Alla morte di Warad-Sin, il trono fu occupato dal fratello di questi, Rim-Sin, cui spetta il primato del regno più lungo tra quelli attestati nella storia della Mesopotamia (1822-1763). Nel suo tredicesimo anno di regno, Rim-Sin sconfisse una coalizione di città (tra cui Uruk, Isin e Babilonia). Riconquistò poi Nippur, che aveva perso in favore di Isin nel suo ottavo anno di regno, e distrusse Uruk nel 1800. Nel 1793, l'unica città-stato rivale rimasta era Babilonia. Nel 1792, Hammurabi salì al trono di Babilonia.
Con il periodo di Isin-Larsa emerge, accanto alla tradizionale documentazione delle grandi organizzazioni palatine e templari, una documentazione (soprattutto di carattere giuridico) relativa a iniziative "private" nel campo dell'agricoltura. Anche in ambito commerciale (come nel caso delle tratte che collegavano Ur e Dilmun) si viene formando un'iniziativa privata (in particolare nella fase di Larsa), analoga al commercio paleo-assiro dei karum anatolici.